# Lleida (stad)
Lleida (Spaans: Lérida) is een stad en gemeente in de Spaanse provincie Lleida. Lleida ligt in het westen van de autonome regio Catalonië, op 155 meter boven zeeniveau, en beslaat een oppervlakte van 212 km². Op 1 januari 2016 had de gemeente een inwoneraantal van 138.144. Het is ook de hoofdstad van de comarca Segrià. Lleida heeft een eigen universiteit en een groot aantal professionele sportverenigingen.

## Geschiedenis
Ooit was Lleida een nederzetting van een Iberisch volk, genaamd de Ausetanen. De toenmalige koning heette Mandoni, en hij verdedigde de stad gedurende lange tijd tegen de inval van de Romeinen. In het jaar 205 v. Chr viel de stad desondanks in Romeinse handen en ze kreeg de naam ‘Llerda’. Aan het einde van de 3e eeuw kreeg de stad een stenen brug als verdediging, deze werd echter vernield door Germaanse barbaren, jaren later. Rond het jaar 716 werd de stad veroverd door de Moren, en kreeg de naam Lareda. In 1149 kwam de stad in handen van de Catalaanse graaf Ramón Berenguer IV. In 1300 werd de universiteit van Lleida opgericht, de eerste stad van het toenmalige Rijk van Aragón. In 1717 werd de universiteit echter gesloten en verwoest door koning Felipe V, om zo de Catalaanse onafhankelijkheid en macht te onderdrukken. Ook andere Catalaanse instituties in Lleida werden compleet vernietigd. Uit deze periode vindt men nu nog alleen de kathedraal "La Seu Vella".
Tijdens de Spaanse Burgeroorlog werd Lleida gebruikt als een verdedigingswal tegen de Spaanse troepen van Francisco Franco voor de rest van Catalonië. De stad werd dan ook zwaar gebombardeerd en kwam uiteindelijk onder het dictatoriale regime van Franco terecht.

## Demografische ontwikkeling
Bron: INE; 1857-2011: volkstellingen
Opm: Bevolkingscijfers in duizendtallen

## Taal
Lleida is een van de steden binnen Catalonië waar het meest Catalaans wordt gesproken. Het regionale dialect is het Noordwest-Catalaans, in de volksmond ‘lleidatà’ genoemd. Het gaat dan vooral om verschillen met het ‘Standaardcatalaans’ qua uitspraak, maar er zijn ook een aantal grammaticale verschillen te onderscheiden. De meerderheid van de bevolking is niettemin tweetalig en spreekt ook Spaans.

## Klimaat
Lleida heeft een landklimaat en géén mediterraan klimaat. De stad heeft daarmee een behoorlijk ander weerbeeld dan de Middellandse Zeekust en steden zoals Barcelona en Tarragona. Dat betekent dat de zomers erg heet zijn met temperaturen die soms weken achter elkaar boven de 35 graden stijgen. De winters zijn echter koud, met minimumtemperaturen rond en soms onder het vriespunt, iets wat aan de kust zeer zeldzaam is. De lucht is droog en er valt zeer weinig neerslag in Lleida en omgeving.

## Ligging
Afstanden naar andere steden
- Andorra: 152 kilometer
- Barcelona: 160 kilometer
- Bilbao: 448 kilometer
- Girona: 215 kilometer
- Madrid: 470 kilometer
- Tarragona: 101 kilometer
- Toulouse: 295 kilometer
- Zaragoza: 149 kilometer

## Cultuur

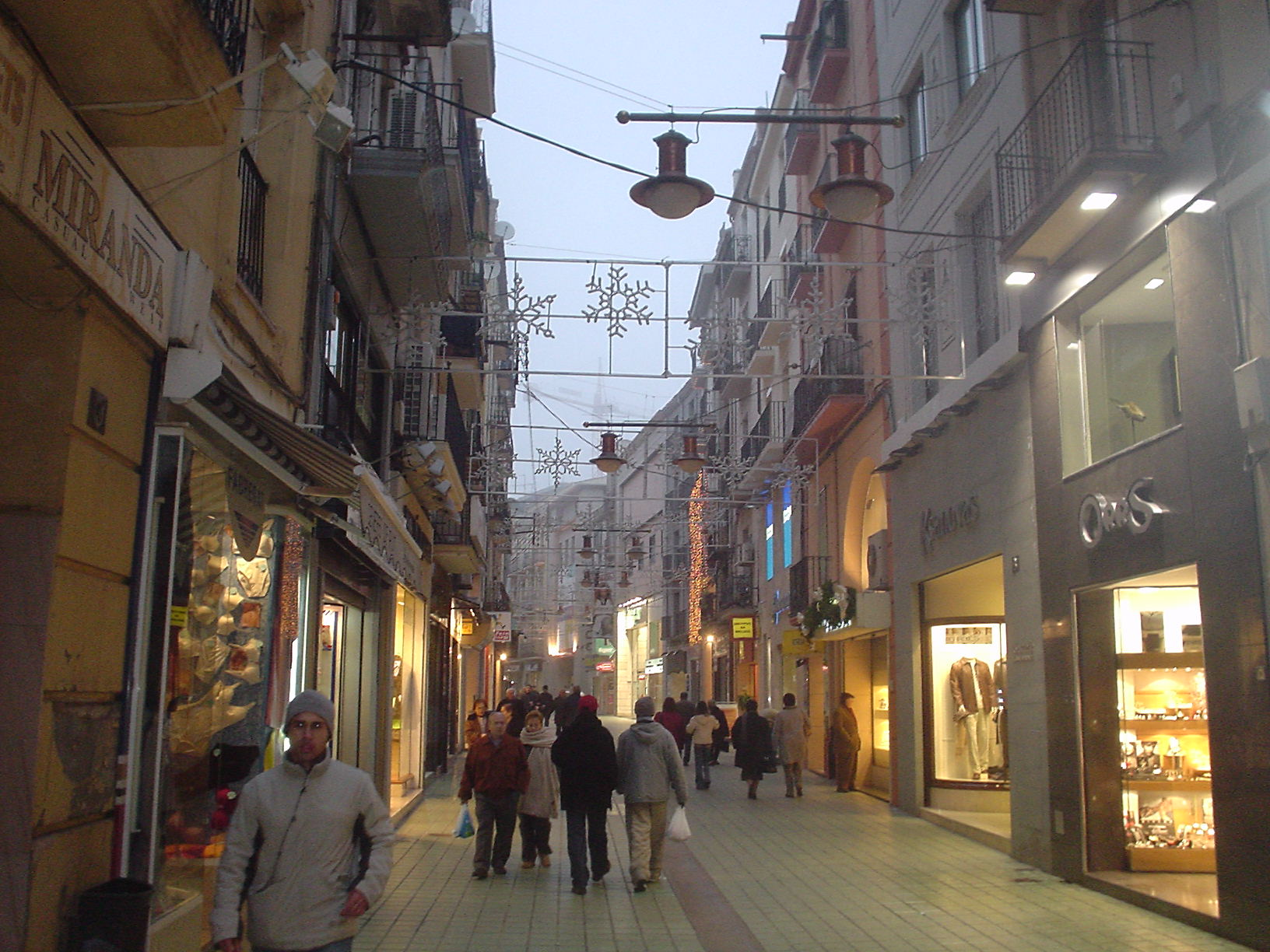
Carrer Major in Lleida

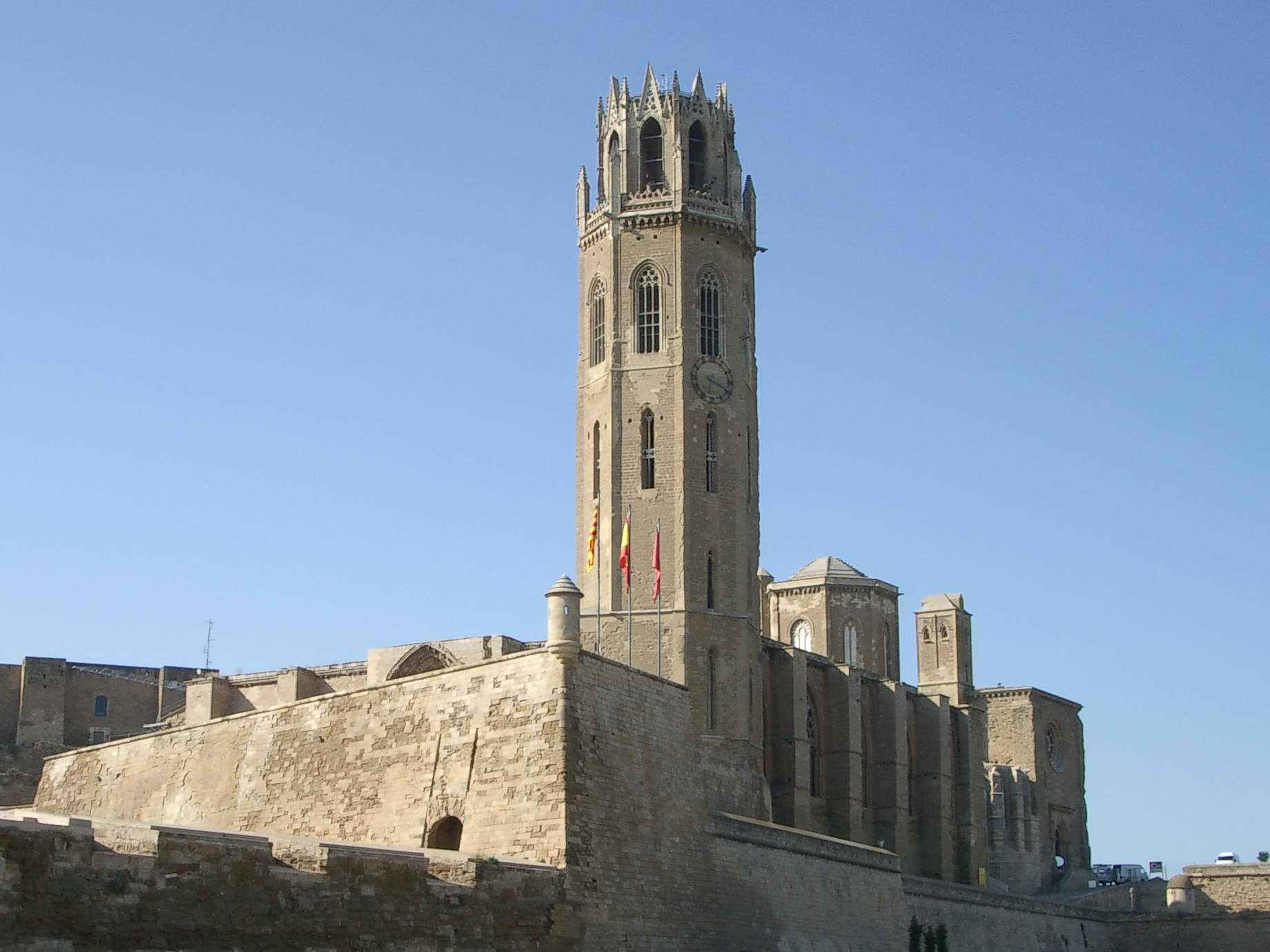
Seu Vella

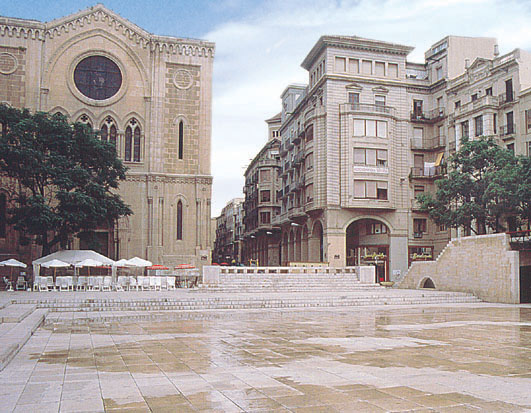
Kerk van Sant Joan

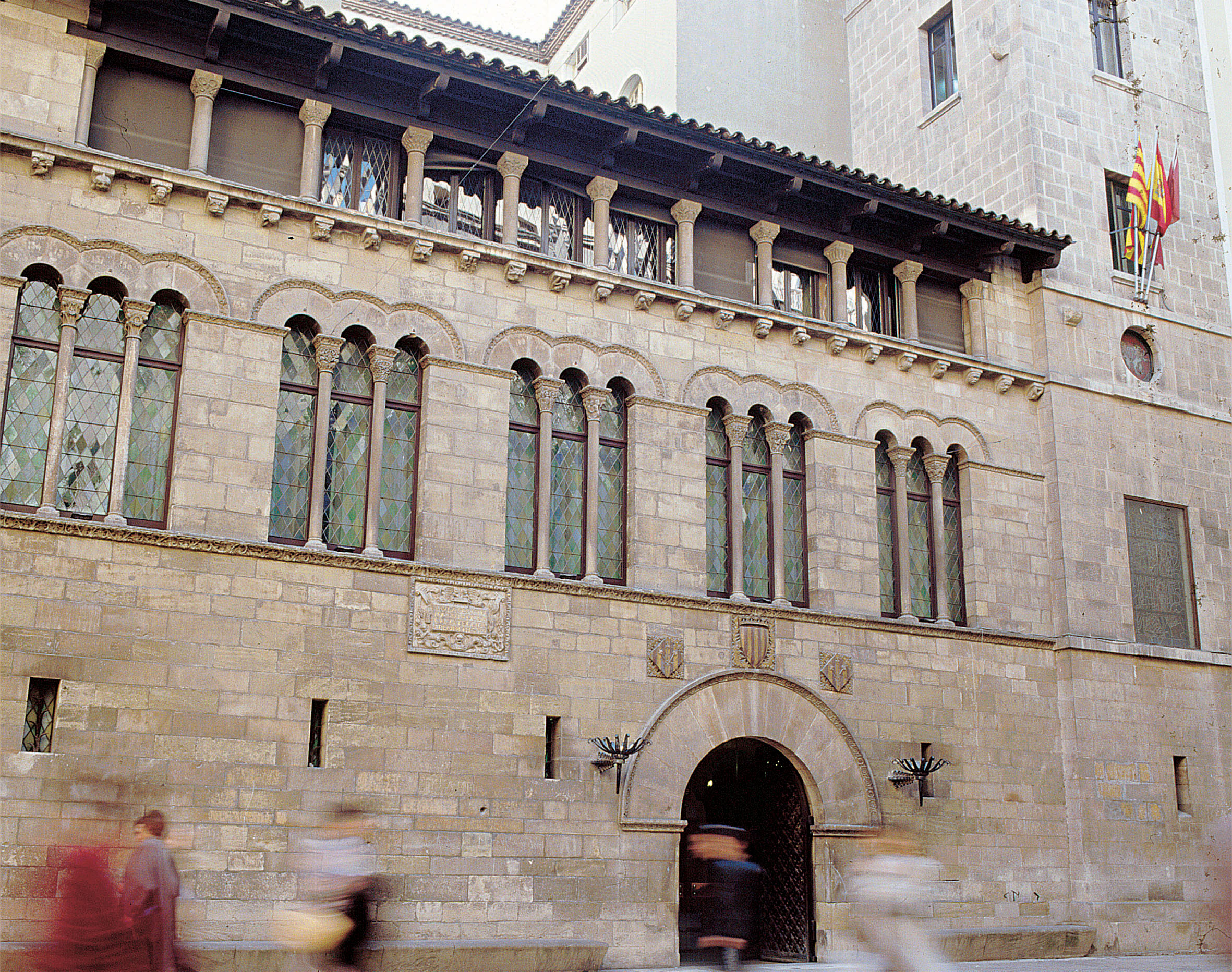
La Paeria/Stadhuis

In Lleida worden een groot aantal traditionele Catalaanse feesten gevierd. De belangrijkste daarvan zijn het "Festa Major" en de "Fira de Sant Miquel", waar mensen uit de verre omgeving jaarlijks op af komen. Verder organiseert de stad elk jaar het Festival van Latijns-Amerikaanse films en is in mei Animac, een festival van animatiefilms; en de Aplec del Caragol, een feest waarin de traditionele escargot centraal staat.

## Bezienswaardigheden
- De kathedraal “La Seu Vella” is een kerk die zowel in gotische als romaanse stijl is gebouwd. In de 18e eeuw werd de kathedraal als militaire uitvalsbasis gebruikt.
- Het historisch museum “Institut d’Estudis Ilerdencs” is een van de hoogtepunten van de stad. Het was van oudsher een ziekenhuis, gebouwd in gotische stijl.
- Het stadhuis “La Paeria” is een historisch monument met intacte overblijfselen uit de middeleeuwen en uit Romeinse en Moorse tijden.
- Het kasteel “Gardeny” dat in de middeleeuwen werd gebruikt door de Tempeliers
- De tuinen “Camps Elisis” (Catalaans voor “Champs Élysées”, naar de beroemde lanen in Parijs). Deze tuinen werden al gebruikt in de tijd van de Romeinen. In de tuin bevindt zich de fontein van de sirene.
- Het bisschopspaleis, waarin men een museum vindt dat romaanse en barokarchitectuur tentoonstelt.
- Het moderne kunstmuseum Museu d'Art Modern i Contemporani de Lleida (MORERA).

## Transport
Lleida heeft een eigen station: Lleida Pirineus. Het station is aangesloten op de AVE, een hogesnelheidslijn naar Madrid. Vanuit Lleida naar Madrid wordt onderweg gestopt in Zaragoza, Calatayud en Guadalajara. Sinds 20 februari 2008 gaat deze hogesnelheidslijn via Tarragona door naar Barcelona. Daarnaast bestaan er reguliere treinverbindingen met de Catalaanse hoofdstad.
De stad beschikt sinds 17 januari 2010 over een eigen vliegveld "Lleida-Alguaire", gelegen op 15 kilometer van de stad in de gemeente Alguaire.

## Partnersteden
- Ferrara (Italië)
- Foix (Frankrijk)
- Lérida (Colombia)

## Geboren in Lleida
- Enrique Granados (1867-1916), pianist/componist
- Ricardo Viñes (1875-1943), pianist
- Enric Gensana (1936-2005), voetballer
- Núria Añó (1973), schrijver
- Emilio Alzamora (1973), motorcoureur
- Sergi Escobar Roure (1974), wielrenner
- Albert Costa (1975), tennisser
- Xavier Estrada (1976), voetbalscheidsrechter
- Sergej Milinković-Savić (1995), Servisch-Spaans voetballer
- Jan Castellon (2003), wielrenner